# Come prima (film 2004)
Come prima è un film del 2004 diretto da Mirko Locatelli.
La pellicola è stata prodotta dalla Officina Film con il contributo di Filmmaker Festival.

## Riconoscimenti
- Filmmaker Festival
  - Premio paesaggi umani
- CortoConcorso Massimo Troisi
  - Miglior film
- Bellaria Film Festival
  - Concorso Anteprima - Menzione speciale della giuria